# مقاطعة مدينا (أوهايو)
مقاطعة مداينا (بالإنجليزية: Medina County)‏ هي إحدى مقاطعات ولاية أوهايو في الولايات المتحدة الأمريكية.

## أعلام
- جورج ك. ناش